# Bulbophyllum falcatum
Bulbophyllum falcatum (Lindl.) Rchb.f., 1861 è una pianta della famiglia dell Orchidacee, originaria dell'Africa tropicale.

## Descrizione
È un'orchidea di piccole dimensioni con crescita epifita e occasionalmente litofita. B. falcatum presenta pseudobulbi di forma oblungo ovoidale, da ampia a stretta, con 2 o 4 coste angolari, che portano al loro apice due foglie di forma lineare o lanceolata, ad apice acuto, di colore verde chiaro.
La fioritura avviene dall'inverno alla primavera, mediante una infiorescenza derivante da uno pseudobulbo maturo, lunga mediamente 16 centimetri, con rachide molto appiattito, fortemente ondulato recante molti fiori allineati sui due lati. I fiori sono piccolissimi, non più di un centimetro, di colore che varia tra il rosso e il giallo

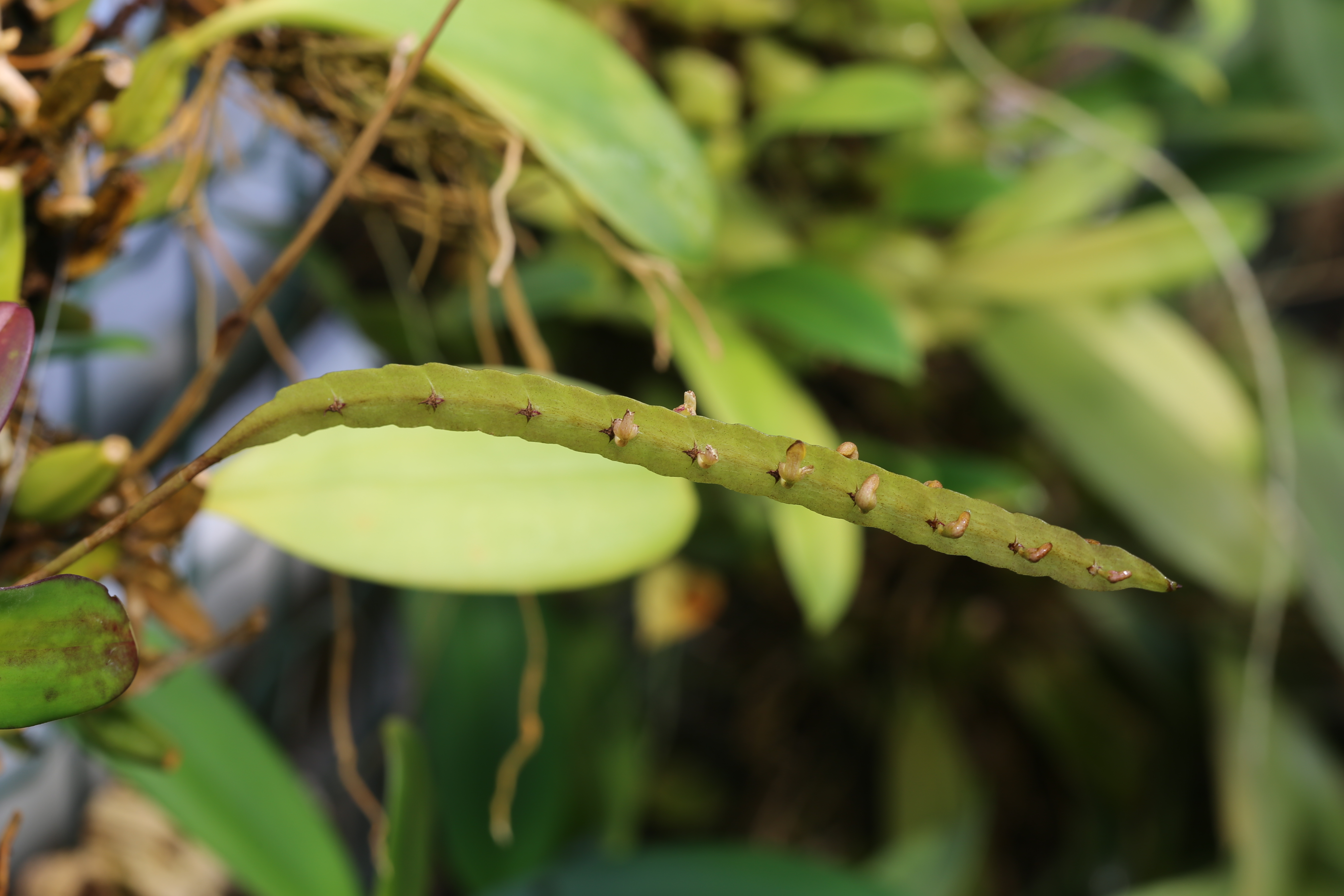
Bulbophyllum falcatum al giardino botanico di Göteborg nel 2015

## Distribuzione e habitat
La specie è originaria dell'Africa, in particolare della zona tropicale del continente, dove cresce epifita ed occasionalmente litofita dalla pianura fino alla montagna, ad altitudini massime di 1800 metri sul livello del mare.

## Tassonomia
Sono note le seguenti varietà:
Bulbophyllum falcatum var. bufo (Lindl.) Govaerts, 1996

Bulbophyllum falcatum var. velutinum (Lindl.) J.J.Verm., 1992

## Coltivazione
Questa pianta richiede in coltivazione esposizione a mezz'ombra, temperature calde per tutto l'anno, in particolare all'epoca della fioritura.